# مؤسسه ویروس‌شناسی ووهان
مؤسسه ویروس‌شناسی ووهان (چینی: 中国科学院武汉病毒研究所; پین‌یین: Zhōngguó Kēxuéyuàn Wǔhàn Bìngdú Yánjiūsuǒ) یک مؤسسه تحقیقاتی با مدیریت آکادمی علوم چین اداره می‌شود و در زمینه ویروس‌شناسی فعالیت می‌کند. مقر این مؤسسه در ناحیه ژیانگژی، ووهان، هوبئی، چین می‌باشد. این مؤسسه در دهه ۱۹۵۰ تأسیس شد و محل استقرار اولین آزمایشگاه سطح ۴ امنیت بیولوژیکی در چین است.